# Сомот
Сомот (енгл. corduroy) је чврста и издржљива тканина са ребрастом или валовитом површином формираном од резаних нити, што му даје „длакаву”, односно „крзнасту” текстуру, сличну баршуну (плишу). Израђује се од три одвојена предива - једно у основи и два у потки. Наличје је обично израђено једноставним или кепер ткањем, док је лице ребрасто, са баршунастим ребрима која формирају ова сечена влакна. Пре сечења нити задњи део тканине се премазује лепком, што спречава извлачење потке из тканине током сечења. Лепак се затим уклања са лица и тканина се  четка, како би се добила баршунаста структура. Тканина је настала у Енглеској, а користи се за израду одеће (панталоне, мантили, јакне, кошуље, хаљине, одећа за лов, униформе), али и за уређење ентеријера (тапацирање намештаја, украсни јастучићи и сл.). Највећи извозник сомота у свету данас је Кина.

## Етимологија
У српском језику „сомот” је уобичајени назив за ову врсту тканине. Изведен је из немачке речи samt, што је заправо немачки назив за плиш, тканину сличне „крзнасте” текстуре, али глатке површине. 
На енглеском језику ова тканина се зове corduroy, изведено од речи cord - конопац или жица, што упућује на уздужна ребра на тканини, налик дебелим нитима. Постоје мишљења да назив corduroy потиче од француског израза corde du roi (краљевско уже), али и тврње да то није тачно. Не постоје историјски извори који би потврдили ову теорију. Према другој теорији, енглески назив тканине настао је од презимена Corderoy. Тканина је такође позната и под називима corded velveteen, Manchester cloth, elephant cord, pincord и др.

## Историја
Историчари верују да је сомот потекао од египатског материјала званог фустиан, или порхет на нашем језичком подручју, а који је настао приближно 200. године нове ере. Слично сомоту и ова тканина је издржљива и има ребрасту текстуру, али на наличју, храпавија је и ређе ткана од модерног сомота.
Савремени сомот развили су енглески произвођачи текстила у 18. веку. Тканина је убрзо постала веома популарна међу свим слојевима британског друштва. Међутим, до 19. века сомот је заменио баршун (плиш) као далеко раскошнија тканин, доступна елити, а сомот је добио погрдни надимак „баршун за сиромашне“.
Популарност сомота је поново оживела током Првог светског рата, када је накратко постала подразумевана тканина за израду пешадијске униформе, као и школских униформи тог доба. Ова тканина остала је релативно популарна током прве половине 20. века, пре него што је 50-их година изишла из моде. У популарну западњачку културу враћа се 70-их година, а музички бендови попут Грејтфул Деда популаризују је широм Сједињених Држава. Неки теоретичари моде посматрају ову појаву као повратак култури радничке класе с почетка 20. века, а други једноставно као „груви“ тканину са јединственим бојама и текстурама. Од тада је сомот много пута улазио и излазио из моде. Иако је ова тканина у великој мери изгубила свој култ и даље се сматра издржљивом тканином, погодном за најразличитије намене, а посебно за панталоне, јакне и дечију одећу. 
Док се током 20. века сомот најчешће производио од синтетичких влакана, скорашњи пораст интересовања за природне материјале повећао је популарност тканина у потпуности израђених од памука или вуне.

## Ткање сомота
Сомот се израђује са три одвојена предива. Два примарна предива стварају једноставно ткање (нити потке које се смењују преко и испод нити основе), ређе кепер преплет. Када се заврши примарно ткање, додају се плутајуће (лабаве) нити које прелазе преко најмање четири нити основе. Ове плутајуће нити се затим пресецају по средини, што на лицу тканине ствара карактеристична уздужна ребра (валове) формирана од великог броја танких нити. На наличје тканине наноси се лепак, како би се осигурало да се пређа која ствара ребра не извуче током процеса сечења. Овај лепак се касније у доради уклања, пресечени врхови нити се пале гасним пламеном и површина се четка, како би се добила уједначена ребра, мекана на додир. 
Ребра, односно валови могу бити различите ширине. Квалитет тканине одређује број ребара. Стандардни број је 11-12 по једном инчу (око 4,5 по 1 цм). Што је мањи број ребара, то ће она бити дебља. Истовремено, већи број ребара указују на то да су она тања и ближе једно другом. Такав сомот је чвршћи и дуготрајнији. 
За израду сомота најчешће се користе памук, мешавина памука и полиестера или само полиестер. Понекад се израђује и од вуне, али ребрана на вуненом сомоту нису толико изражена као на сомоту направљеном од других материјала. Сомот се продаје у широком спектру различитих боја, а нарочито је естетски привлачан онај чија је боја неравномерно избледела, што се постиже у процесу дораде тканине.

### Врсте сомота
Постоји неколико различитих подврста сомота:
- Стандардни сомот (енгл. Standard corduroy) има 11 ребара по инчу. Стандардним се сматра сваки сомот чији се број ребара на 1 инчу креће између 8 и 13.
- Слоновски сомот (енгл. Elephant cord) назван је према препознатљивим наборима у слоновој кожи. Ова врста сомота има врло дебела ребра и њихов број се креће 1,5 и 6 по инчу (ребра могу бити шира од 1 цм).
- Пинвејл сомот (енгл. Pinwale corduroy; pin=чиода, шпенадла, wale=пруга, назив за пруге на сомоту), код нас познат и као ситни сомот за разлику од слоновског, има велики број веома танких ребара по сваком инчу. Они најфинијег ткања могу их имати и до 21.
- Пигментно бојени сомот издваја се због посебног процеса бојења који резултира мрљастим изгледом тканине, који постаје све израженији при сваком прању.
- Спандекс сомот одликује се растегљивошћу, јер се производи од мешавине памука или вуне са спандексом. Од спандекс сомота се најчешће производи одећа за децу.
- Бедфорд корд (енгл. Bedford cord) је америчка тканина сличног ткања као и сомот. Разлика је у томе што код Бедфорд корда нити пређе у ребрима остају несечене, па самим тим и мање изражене.

- Стандардни сомот жуте боје
- Слоновски сомот са 5 ребара по инчу
- Крупни сомот (лево) са око 7, и ситни сомот (десно) са око 16 ребара по инчу
- Пигментирано бојени сомот
- Памучни сомот (лево) и вунени (десно)
- Униформа од Бедфорд корда

## Употреба сомота
У прошлости су произвођачи одеће користили сомот за израду најразличитијих текстилних производа, од радне одеће и војничких униформи до шешира и пресвлака за намештај. Међутим, ова тканина више није толико популарна, па се и њена примен донекле смањила. Данас се првенствено корист за израду удобне и лежерне одеће у спортском стилу - јакни и панталона, посебно оних „на трегере”. Иако су изгубиле популарност коју су имале 70-их, сомотске панталоне ипак не излазе из моде.
Произвођачи намештаја такође користе сомот за израду пресвлака за столице и кауче, као и украсних јастука. Од 1910. године неки од првих модела аутомобила имали су седишта тапацирана управо сомотом, али су га брзо замениле издржљивије тканине.
Сомот је, због компликованије технологије израде, нешто скупљи од већине тканина израђених од истих материјала, али је осавремењавање производње увелико смањило ту разлику
- Женска хаљина од свиле и сомота (Филипини, 1920)
- Модерни сомотски шорц
- Јакна од крупног сомота
- Патике старке од сомота
- Фотеља тапацирана сомотом
- Корпа за мачке тапацирана сомотом